# Hapalorchis
Hapalorchis é um género botânico pertencente à família das orquídeas (Orchidaceae). Foi proposto por Schlechter em Repertorium Specierum Novarum Regni Vegetabilis, Beihefte 6: 30, em 1919, tipificado pelo Hapalorchis cheirostyloides Schltr., hoje considerado um sinônimo do Hapalorchis lineatus (Lindl.) Schltr., descrito como Spiranthes lineata Lindl., em 1840. O nome do gênero vem do grego hapalos, delicado, e orchis, no caso referindo-se a orquídeas.
É composto por uma dezena de espécies terrestres, ocasionalmente epífitas, existentes em florestas sombrias e úmidas, vivendo sobre humus, do nível do mar até 2500 metros de altitude. Existem em faixa contínua desde a Argentina até o Estado do Rio Grande do Norte, pela costa e Serra do Mar, bem como em nas encostas orientais dos Andes, desde a Bolívia até a Venezuela, e também em ilhas do Caribe e países da América Central.
Pela vegetação, as espécies deste gênero lembram muito alguns dos menores Cyclopogon, gênero ao qual já estiveram subordinadas, entretanto análise cuidadosa de suas flores comprova serem algo diferentes uma vez que a base do labelo de suas flores, quase sempre séssil, não possui os aurículos que caracterizam este último gênero, e a coluna e rostelo são diferentes.
São ervas delicadas que raramente atingem dez centímetros de altura, com raízes carnosas, rizoma ascendente, poucas folhas, pecioladas, formando espaçada roseta, presentes durante a floração, inflorescência muito delgada, comportando até quatro flores horizontais, alvo-esverdeadas, espaçadas, que também lembram as de Cyclopogon.

## Espécies
1. Hapalorchis cymbirostris Szlach., Orchidee (Hamburg), Suppl. 3: 29 (1996).
2. Hapalorchis lindleyanus Garay, Bot. Mus. Leafl. 26: 21 (1978).
3. Hapalorchis lineatus (Lindl.) Schltr., Beih. Bot. Centralbl. 37(2): 363 (1920).
4. Hapalorchis longirostris Schltr., Repert. Spec. Nov. Regni Veg. Beih. 7: 64 (1920).
5. Hapalorchis panduratus Szlach., Orchidee (Hamburg), Suppl. 3: 36 (1996).
6. Hapalorchis pumilus (C.Schweinf.) Garay, Opera Bot., B 9(225: 1): 246 (1978).
7. Hapalorchis stellaris Szlach., Orchidee (Hamburg), Suppl. 3: 33 (1996).
8. Hapalorchis trilobatus Schltr., Repert. Spec. Nov. Regni Veg. Beih. 7: 65 (1920).